# Водозбір
Водозбі́р — ділянка суходолу та товща ґрунту й гірських порід, звідки природні води стікають у річкову систему, озеро та інші водні об'єкти.
Розрізняють водозбори поверхневі та підземні. Поверхневі водозбори розмежовуються лініями вододілів.
Якщо площі поверхневих і підземних водозборів річки, озера, моря збігаються, то поняття водозбору стає тотожним басейну річки (відповідно — басейну озера, басейну моря).

## Основні характеристики
До основних гідрографічних показників водозбору належать:
- розміри (довжина, ширина, площа),
- форма,
- пересічний похил,
- висота над рівнем моря.

Визначення цих параметрів (зокрема, площі як основної характеристики водозбору) здійснюють за топографічними картами, даними аерофотознімання та космічного фотознімання, за допомогою планіметра або палетки. 